# Rho Scorpii
Rho Scorpii (ρ Sco / 5 Scorpii / HD 142669 / HR 5928) es una estrella de magnitud aparente +3,86 situada en la constelación del Escorpión.
Se encuentra a 409 años luz del sistema solar, perteneciendo —al igual que Antares (α Scorpii), ρ Ophiuchi o 48 Librae— a la asociación Scorpius Superior, subgrupo de la gran asociación estelar de Scorpius-Centaurus.
Rho Scorpii es una estrella azul de la secuencia principal —también catalogada como posible subgigante— de tipo espectral B2 cuya temperatura superficial es 21.150 K.
Brilla con una luminosidad 2540 veces superior a la del Sol y su radio es 3,75 veces más grande que el radio solar.
Tiene una edad aproximada de 33 millones de años y es 7,5 veces más masiva que el Sol; justo por debajo del límite para estallar como supernova, probablemente finalizará su vida como una enana blanca masiva similar a Sirio B (α Canis Majoris B).
Gira sobre sí misma con una velocidad de rotación de al menos 40 km/s, siendo su períodos de rotación inferior a 1,4 días.
Rho Scorpii es una binaria espectroscópica con un período orbital de 4,003 días.
De la estrella acompañante nada se sabe, salvo que se mueve en una órbita relativamente excéntrica (ε = 0,27).
Una tenue estrella de magnitud +12,8, visualmente a 40 segundos de arco, también parece formar parte del sistema. Comparte movimiento propio con Rho Scorpii y, si verdaderamente está ligada a la luminosa estrella azul, está separada de ella al menos 4900 UA, completando una órbita en más de 114.000 años.